# Schlagzerkleinerung

Prinzip

Schlagzerkleinerung ist eine Art des Zerkleinerns von Feststoffen. Das Material liegt auf einer Werkzeugfläche und wird durch einen Schlag mit einem zweiten beweglichen Werkzeug zertrümmert. Dieses Prinzip ähnelt der Druckzerkleinerung, jedoch ist bei der Schlagzerkleinerung die Beanspruchungsgeschwindigkeit deutlich höher. Auch die Bruchvorgänge sind bei beiden Verfahren ähnlich, aber im Gegensatz zur Druckzerkleinerung wird das Material nicht im gleichen Maße eingeklemmt, sondern ist relativ frei beweglich. Das führt zu kubusförmigen Bruchergebnissen.
Die bekannteste nach diesem Prinzip arbeitende Zerkleinerungsmaschinen (Mühle bzw. Brecher) ist die Mahlkörpermühle in der Ausprägung Kugelmühle. Auch der Flachkegelbrecher arbeitet nach diesem Prinzip.